# Wizz Air UK
Wizz Air UK es una aerolínea británica con sede en el aeropuerto de Londres-Luton. La aerolínea opera vuelos desde y hacia Luton en nombre de su matriz húngara Wizz Air y se ha creado para garantizar que Wizz Air mantenga el acceso total al mercado del Reino Unido después del Brexit.
Wizz Air UK Limited posee Autoridad de Aviación Civil del Reino Unido (CAA), de Tipo A, con Licencia de Operación, que le permite transportar pasajeros, carga y correo en aviones con 20 o más asientos.

## Flota

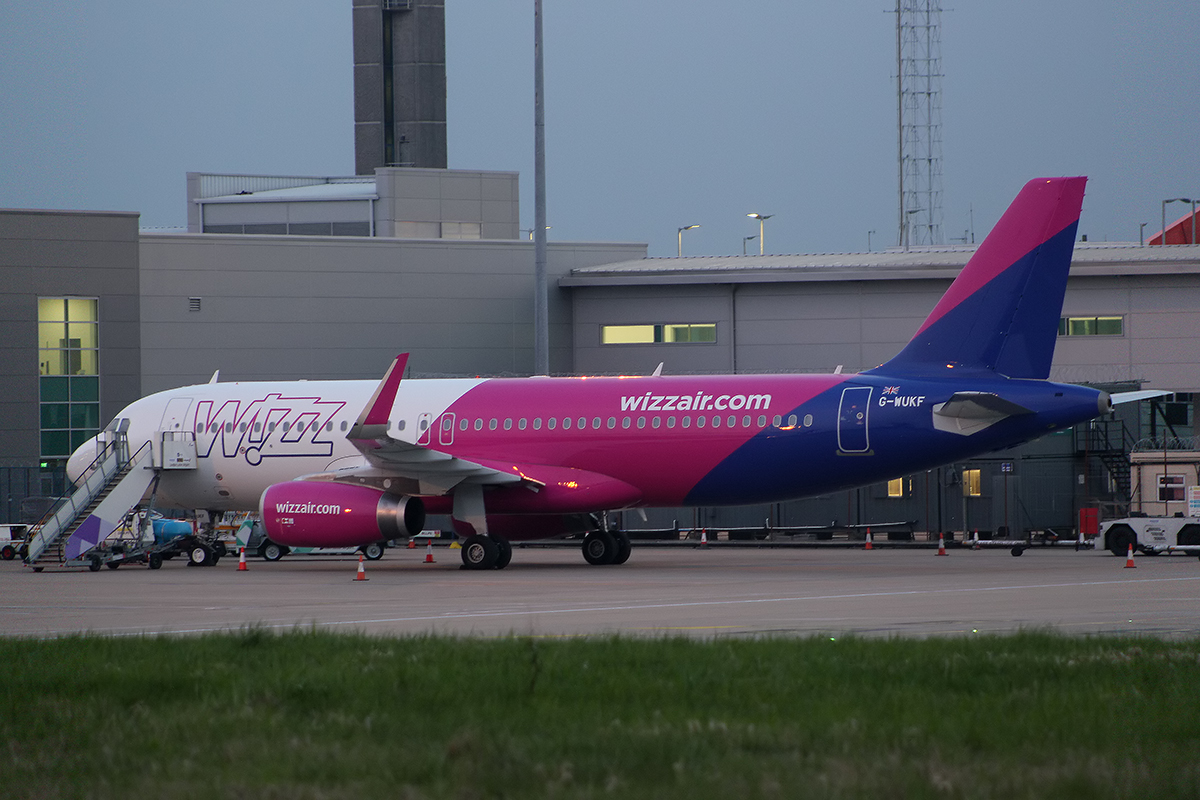
Un Airbus A320-200 de la compañía fotografiado en el Aeropuerto de Luton en mayo de 2018

Flota de Wizz Air UK en noviembre de 2023:
| Aeronaves         | En Servicio | Pedidos | Pasajeros | Notas |  |
| ----------------- | ----------- | ------- | --------- | ----- |  |
| Airbus A320-232   | 1           | —       | 186       |       |  |
| Airbus A321-231   | 4           | —       | 230       |       |  |
| Airbus A321-271NX | 13          | —       | 239       |       |  |
| Total             | 18          | —       |           |       |  |

La flota de Wizz Air UK posee a noviembre de 2023 una edad promedio de: 2,5 años.

## Destinos
Desde el Aeropuerto de Londres-Luton

### BulgariaBulgaria
- Sofía - Aeropuerto de Sofía
- Varna - Aeropuerto de Varna

### HungríaHungría
- Budapest - Aeropuerto de Budapest-Ferenc Liszt
- Debrecen - Aeropuerto Internacional de Debrecen

### EstoniaEstonia
- Tallin - Aeropuerto Internacional de Tallin

### LetoniaLetonia
- Riga - Aeropuerto Internacional de Riga

### LituaniaLituania
- Vilna - Aeropuerto Internacional de Vilna

### PoloniaPolonia
- Varsovia - Aeropuerto de Varsovia-Chopin
- Gdansk - Aeropuerto de Gdańsk-Lech Wałęsa
- Katowice - Aeropuerto Internacional de Katowice
- Breslavia - Aeropuerto de Breslavia-Copérnico

### RumaniaRumania
- Bucarest - Aeropuerto Internacional de Bucarest-Henri Coandă
- Cluj-Napoca - Aeropuerto de Cluj-Napoca
- Craiova - Aeropuerto de Craiova
- Iași - Aeropuerto Internacional de Iași
- Timisoara - Aeropuerto de Timisoara
- Sibiu - Aeropuerto Internacional de Sibiu

### Portugal
- Lisboa - Aeropuerto de Lisboa

### IslandiaIslandia
- Reikiavik-Keflavik - Aeropuerto Internacional de Keflavík